# Nsanje
Nsanje, ou Nasanje, é um distrito do Maláui localizado na Região Sul, na extremidade meridional do país. Sua capital é a cidade de Nasanje.
Além de Nasanje, possui as importantes cidades de Bangula e Marka, esta a mais meridional cidade do Maláui e já nos limites da fronteira seca com Moçambique (Vila Nova de Fronteira).